# Аконий Катулин
Вижте пояснителната страница за други личности с името Аконий.
Фабий Аконий Катулин Филоматий (на латински: Fabius Aconius Catullinus Philomathius) е политик на Римската империя през 4 век.

## Биография
Катулин Филоматий е син на Аконий Катулин, проконсул на Африка през 317 – 318 г. Баща е на Акония Фабия Павлина, която се омъжва за езичника сенатор Ветий Агорий Претекстат.
Катулин Филоматий е суфектконсул, praeses на Галиция, викарий на Африка (338 – 339), преториански префект вероятно на Италия през 341 г., praefectus urbi 342 – 344 г. През 349 г. той е консул заедно с Улпий Лимений.